# تومباد (فیلم)
تومباد (به هندی: Tumbbad) فیلمی در ژانر ترسناک و دلهره آور محصول سال ۲۰۱۸ هند است. در این فیلم بازیگرانی همچون سوهام شاه، جیوتی مالشه، رودرا سونی، پوشپاک کیوشاک، آنیتا دیت و کامرون اندرسون ایفای نقش کرده‌اند. این فیلم یکی از هنرمندانه ترین فیلم های جهان در ژانر ترس و وحشت است. همچنین در وبگاه imdb این فیلم پر امتیاز ترین فیلم هندی ترسناک است.